# هنري د. كوغزويل
هنري د. كوغزويل (بالإنجليزية: Henry D. Cogswell)‏ هو طبيب أسنان أمريكي، ولد في 3 مارس 1820 في Tolland, Connecticut ‏ في الولايات المتحدة، وتوفي في 8 يوليو 1900.

## معرض صور

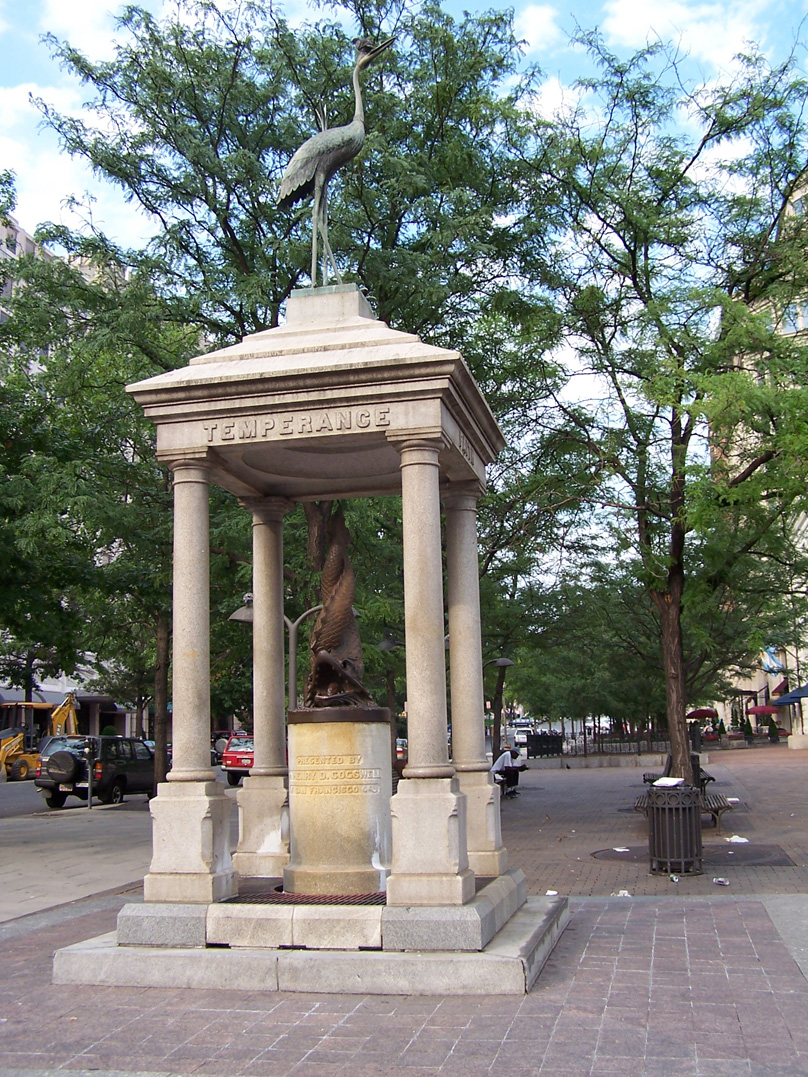
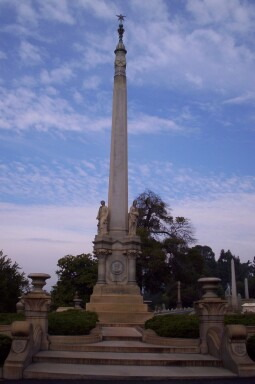
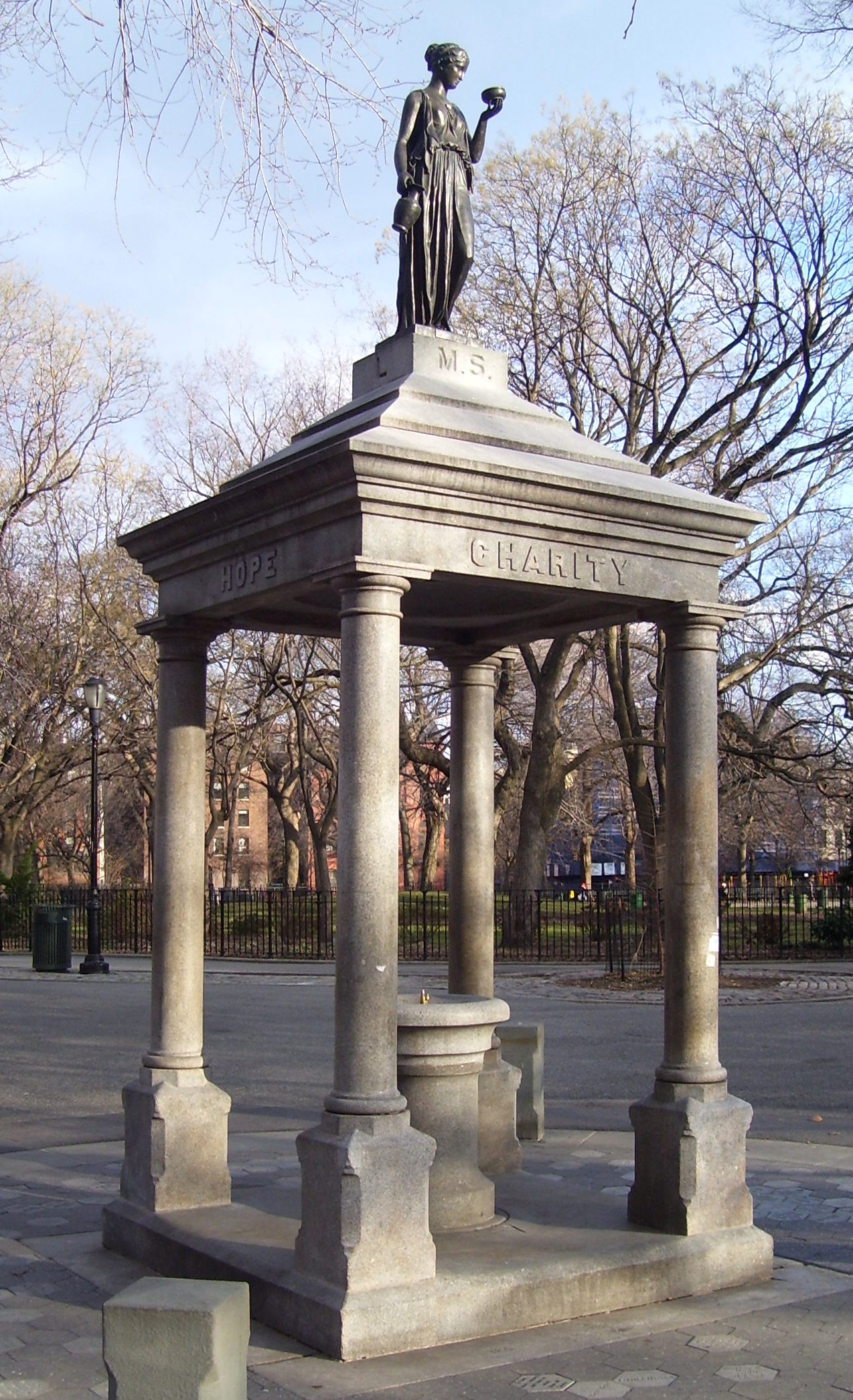